# 伐努赛珠单抗
伐努赛珠单抗（INN：Vanucizumab；开发代号：RG7221）是一种实验性人源化单克隆抗体，设计用于治疗癌症。
伐努赛珠单抗是一种双特异性单克隆抗体，由两条不同的重链和两条不同的轻链组成。该抗体的一个臂结合血管生成素2（Ang2），另一个臂基于贝伐珠单抗（Avastin），结合血管内皮生长因子A（VEGF-A）。该抗体旨在同时抑制VEGF-A和 Ang2，与单独抑制VEGF-A相比，可提供更优异的临床益处。
该药物由基因泰克/罗氏公司开发。